# Claude Loyola Allgén
Claude Loyola Allgén, officiellt Claude Johannes Maria Klas Thure Allgén, född 16 april 1920 i Calcutta, död 18 september 1990 i Täby, var en svensk tonsättare. 
Allgén tillbringade större delen av sin uppväxt i Djursholm. Innan familjen Allgén flyttade dit hade de bott i Pixbo (1926-29) och dessförinnan i Göteborg. 
Vid 12-13 års ålder började han att spela fiol men övergick snart till viola. Redan som sextonåring kom Klas-Thure, som han då hette, in på Musikaliska akademien. Han studerade kontrapunkt för Melcher Melchers samt viola för Charles Barkel. Under 1940-talet tillhörde han Måndagsgruppen tillsammans med andra radikalt modernistiska tonsättare. Senare har Allgén överskattat Måndagsgruppens betydelse. 1941 slutade han vid akademien och sökte sig till Hilding Rosenberg för vidare studier men fann inget gensvar från honom. 
I samband med konversion till romersk katolicism bytte Allgén förnamn 1950. Han tog sig först namnet Claude Johannes Maria efter olika helgon. Loyola tillkom senare vid den katolska konfirmationen, då man får ta sig ett skyddshelgon. Allgén valde då jesuitordens stiftare, Ignatius av Loyola.
Efter konversionen läste han till präst i Innsbruck och i Nederländerna men blev aldrig prästvigd utan drog sig tillbaka till en ekonomiskt knapp tillvaro i Sverige. Då han saknade inkomster tvingades han leva på socialhjälp och han vägrade låta sig förtidspensioneras. Han beskrivs som en särpräglad personlighet och kom att hamna i ett utanförskap som tonsättare. Inte förrän 1973 ansågs han värdig att inväljas i Föreningen svenska tonsättare på initiativ från tonsättarkollegan Karl-Erik Welin. Hela hans produktion påstods länge vara tekniskt ospelbar, vilket inte är sant även om många av verken ställer höga krav på exekutörerna. Sedan slutet av 1980-talet har vissa musiker tagit upp verk av honom på sina repertoarer. 
Allgén omkom vid en brand i sin villa i Täby. På grund av obetalda räkningar hade elverket stängt av strömmen. Troligen hade han somnat från ett brinnande stearinljus. I branden förstördes delar av hans musikaliska produktion, bland annat hans sista komposition Horror vacui skriven för Stockholms Saxofonkvartett.